# سیارک ۵۳۰۲
سیارک ۵۳۰۲ (به انگلیسی: 5302 Romanoserra، نامگذاری:1976YF5) پنج هزار و سیصد و دومین سیارک کشف شده‌است که در ۱۸ دسامبر ۱۹۷۶ کشف شد.
قدر مطلق سیارک برابر ۱۴٫۱۰ است.